# Jüdischer Friedhof (Gronau (Leine))
Der Jüdische Friedhof in der Stadt Gronau, dem Verwaltungssitz der Samtgemeinde Leinebergland im niedersächsischen Landkreis Hildesheim, ist ein geschütztes Kulturdenkmal.

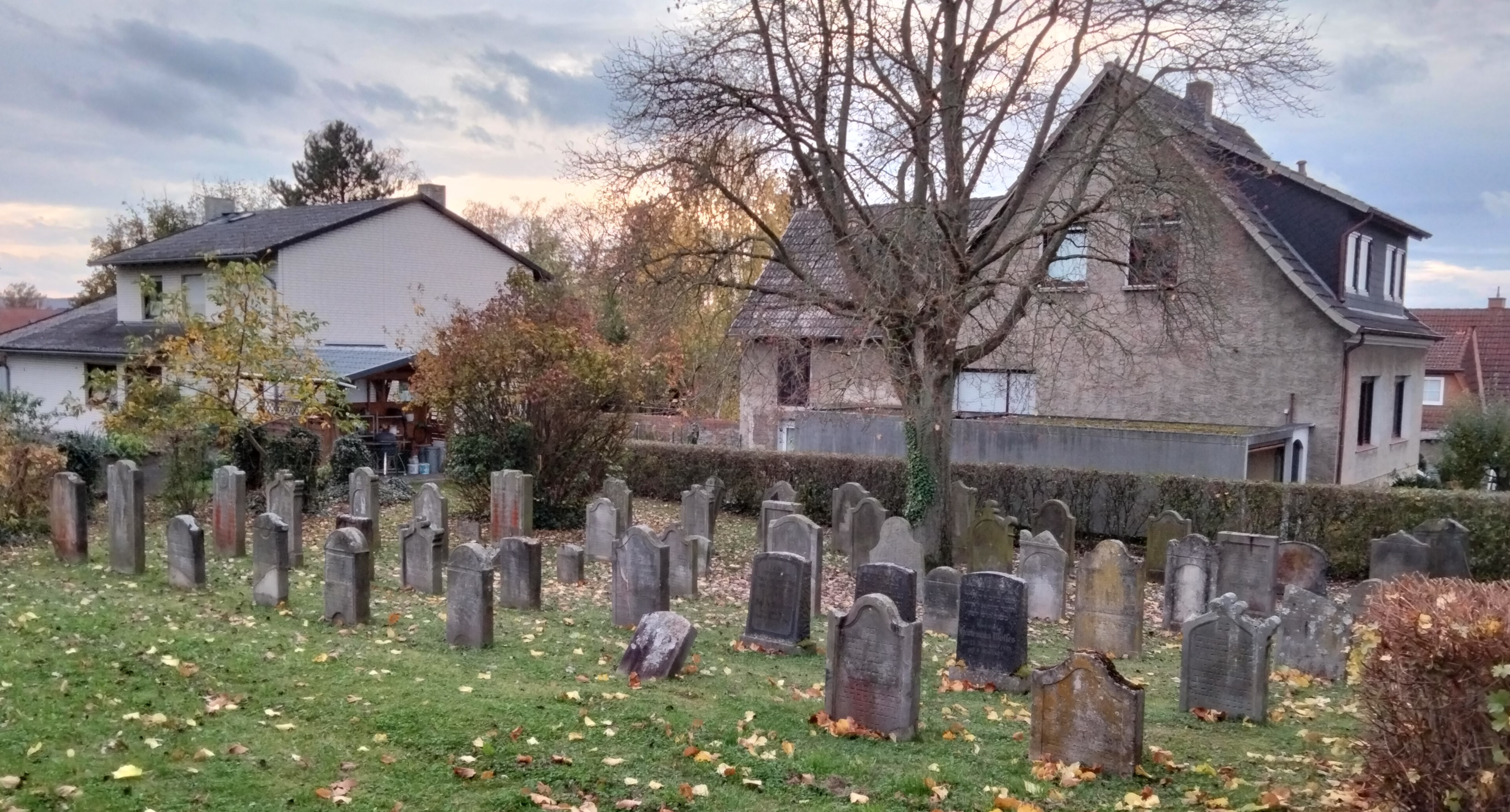
Jüdischer Friedhof Gronau 2024

Auf dem Friedhof im Bereich „Hoher Escher“, der nach 1758 bis 1934 belegt wurde, befinden sich 57 Grabsteine.